# 3411 Debetencourt
3411 Debetencourt је астероид главног астероидног појаса са средњом удаљеношћу од Сунца која износи 2,243 астрономских јединица (АЈ).
Апсолутна магнитуда астероида је 13,6.